# Cappella Contarelli
La cappella Contarelli si trova nella chiesa di San Luigi dei Francesi a Roma. Ospita il ciclo pittorico su san Matteo realizzato da Caravaggio.

## Storia
La cappella, acquistata dal cardinale Mathieu Cointrel (italianizzato in Matteo Contarelli) nel 1565, il quale nel frattempo era morto, era passata in eredità a Virgilio Crescenzi il quale a sua volta aveva affidato la decorazione pittorica al Cavalier d’Arpino, con cui Caravaggio collaborò durante la sua prima permanenza a Roma. 
La commissione del ciclo pittorico giunse a Giuseppe Cesari attraverso l'interessamento del Cardinal Del Monte, che gli diede il compito di eseguire il tema richiesto con una grande unitarietà e rigore storico; questo si deduce dalle varie e vaste citazioni di fonti letterarie presenti nell'iconografia dei dipinti. Il lavoro quindi passò nelle mani di Caravaggio, il quale dovette portare a compimento le tele della cappella prima dell'Anno Santo del 1600.

## Ciclo di San Matteo
Ospita il ciclo pittorico su san Matteo realizzato da Caravaggio. La cappella, ultima nella navata sinistra entrando nella chiesa, è di modesta dimensione, sopra l'altare vi è San Matteo e l'angelo, sul lato destro il Martirio di San Matteo e su quello sinistro la Vocazione di san Matteo.

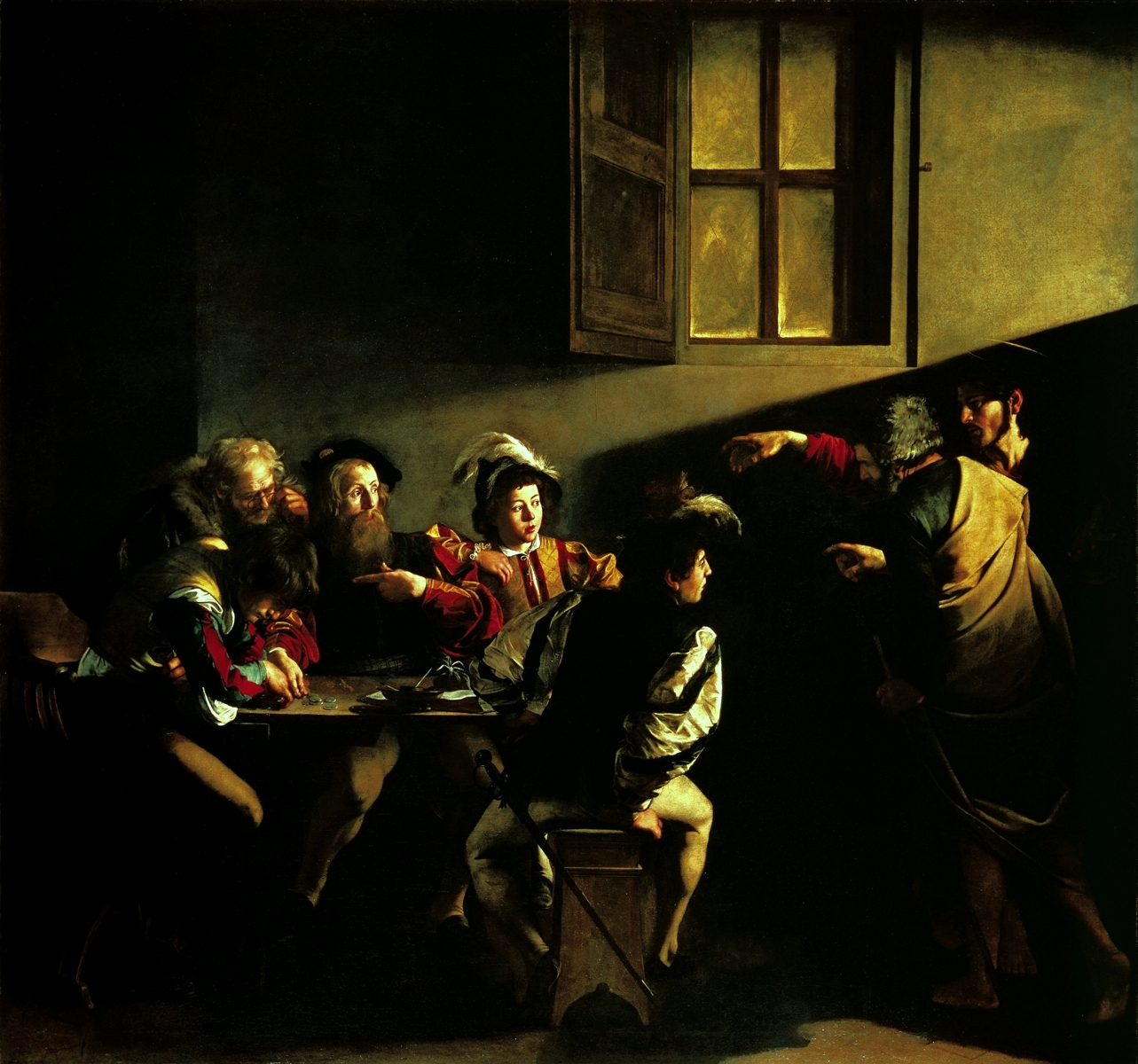
La vocazione di San Matteo
San Matteo e l'angelo
Martirio di San Matteo